# Chiesa di San Domenico (Gubbio)
La chiesa di San Domenico è un luogo di culto cattolico di Gubbio, in Umbria. 

## Storia e descrizione
La chiesa fu fondata sulla più antica chiesa di San Martino, già documentata nel 1063, che nel 1304 passò ai domenicani che si insediarono nel vicino convento e che nel 1339 ottennero dalle autorità di accorciare l'edificio dalla parte della piazza e di allungarlo fino oltre le mura civiche, che furono ricostruite a spese dell'ordine a inglobare l'intero nuovo convento. La chiesa ebbe così una nuova piazza di fronte atta alla predicazione, che divenne il baricentro dell'intero quartiere.
Tra 1440 e 1455 la chiesa venne ristrutturata e le venne aggiunta la crociera. L'aspetto attuale è dovuto al completo rifacimento dell'edificio attuato tra 1760 e 1765 che lasciò intatte solo due cappelle di destra e tre di sinistra. Sopra l'attuale volta a botte della navata sussistono ancora i grandi arconi ogivali che sorreggono la travature lignee del tetto, motivo architettonico tipico di molte chiese di Gubbio.
La facciata è rimasta incompiuta. L'interno ad aula unica con cappelle è oggi illuminato dalle finestre settecentesche; prima la luce entrava da grandi finestroni posti sulle pareti di fondo del coro e del transetto a destra e a sinistra come visibile dall'esterno.
Nella settima cappella di destra si trova la tavola con la Comunione degli Apostoli, tavola attribuita a Giuliano Presutti.
Il transetto sinistro è ornato da un grande altare recante un dipinto con la Circoncisione, opera di Felice Damiani e datata 1603
La sesta cappella sinistra fu realizzata, come si legge nella lapide in marmo nero, dai fratelli Flaminio e Giangiacomo Remosetti in memoria del padre e dello zio. L'altare reca una tela con la Maddalena penitente in meditazione di Giovanni Baglione, firmata e datata 1612. La tela mostra ancora un chiaroscuro 'caravaggesco' unito ormai ad un senso della bellezza ideale ispirato da certo classicismo di origine bolognese.
La quarta cappella, dei Lombardi, è decorata con affreschi del 1546-57, tra cui una Madonna col Bambino attribuita a Raffaellino del Colle.
La seconda cappella sinistra fu affrescata da Ottaviano Nelli con Storie di San Pietro martire, dipinte con l'intervento della bottega nel 1445. 
Nella chiesa fu sepolto Mastro Giorgio Andreoli